# أوتو الأول ملك بافاريا
أوتو الأول Otto I (واسمه الكامل: أوتو فيلهلم لويتبولد أدالبرات فالديمار) (27 أبريل 1848 - 11 أكتوبر 1916) كان ملك بافاريا من عام 1886 حتى عام 1913.
لكنه لم يحكم أبدًا بشكل فعلي بسبب إصابته بمرض عقلي. وتولى عمه لويتبولد وابن عمه لودفيج الوصاية على العرش. وخلعه لودفيج في عام 1913، بعد يوم واحد من إقرار المجلس التشريعي لقانون يسمح له بذلك، وأصبح ملكًا باسم لودفيج الثالث.
كان أوتو ابن ماكسيميليان الثاني ملك بافاريا، وزوجته ماري من بروسيا ، وكان الأخ الأصغر للودفيغ الثاني ملك بافاريا.

## الطفولة والشباب
وُلد الأمير أوتو في 27 أبريل 1848، قبل موعد الولادة الطبيعية بشهرين، في فندق ميونيخ ريزيدنز. وكان والديه هما الملك ماكسيميليان الثاني ملك بافاريا وماري من بروسيا. وكان عمه الملك أوتو الأول ملك اليونان بمثابة الأب الروحي له.

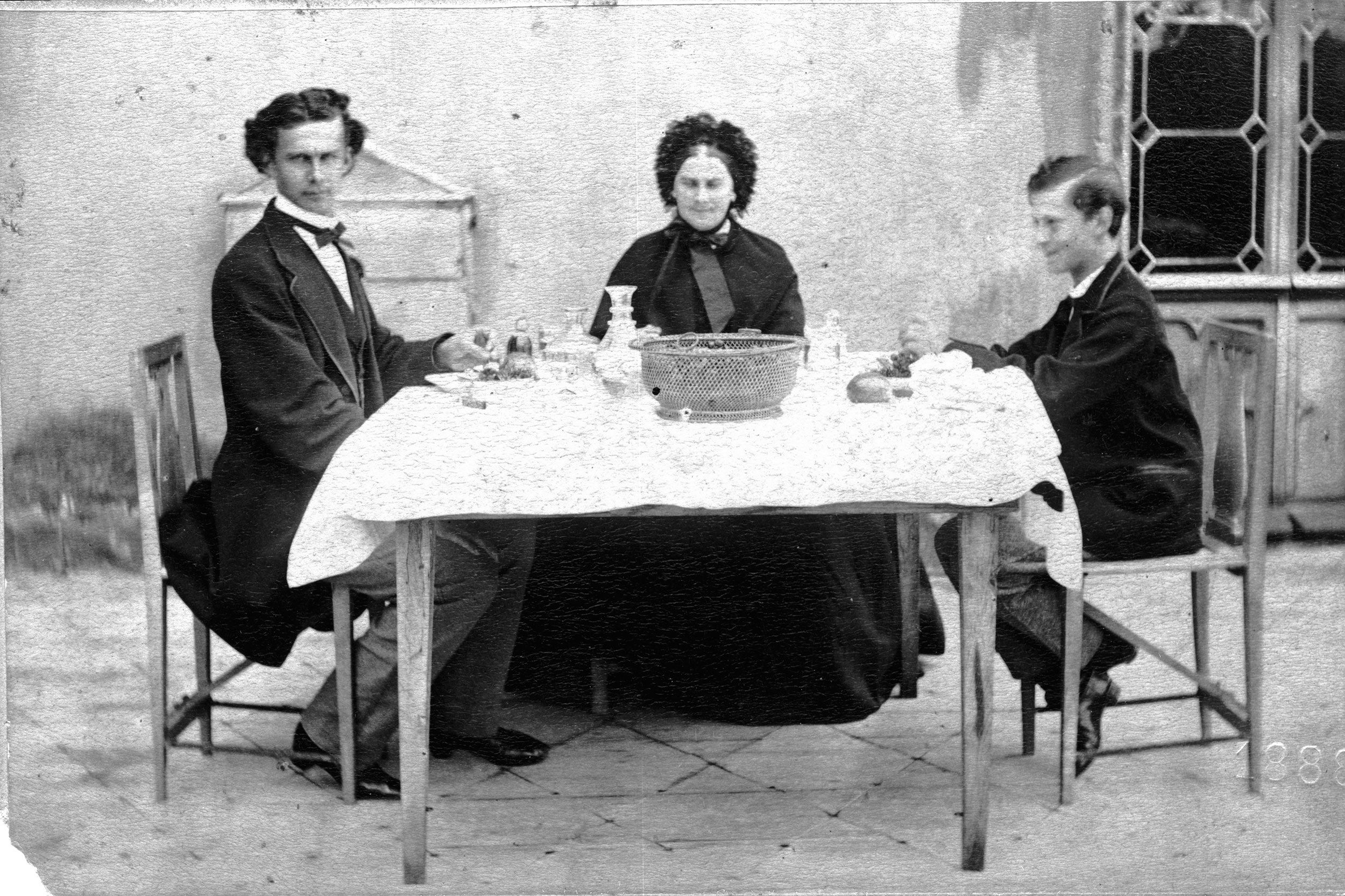
أوتو (على اليمين) مع شقيقه الأكبر ولي العهد الأمير لودفيج (على اليسار) وأمه الملكة ماريا (في الوسط) في عام 1860. لم يتم نشر هذه الصورة العائلية الخاصة في ذلك الوقت.

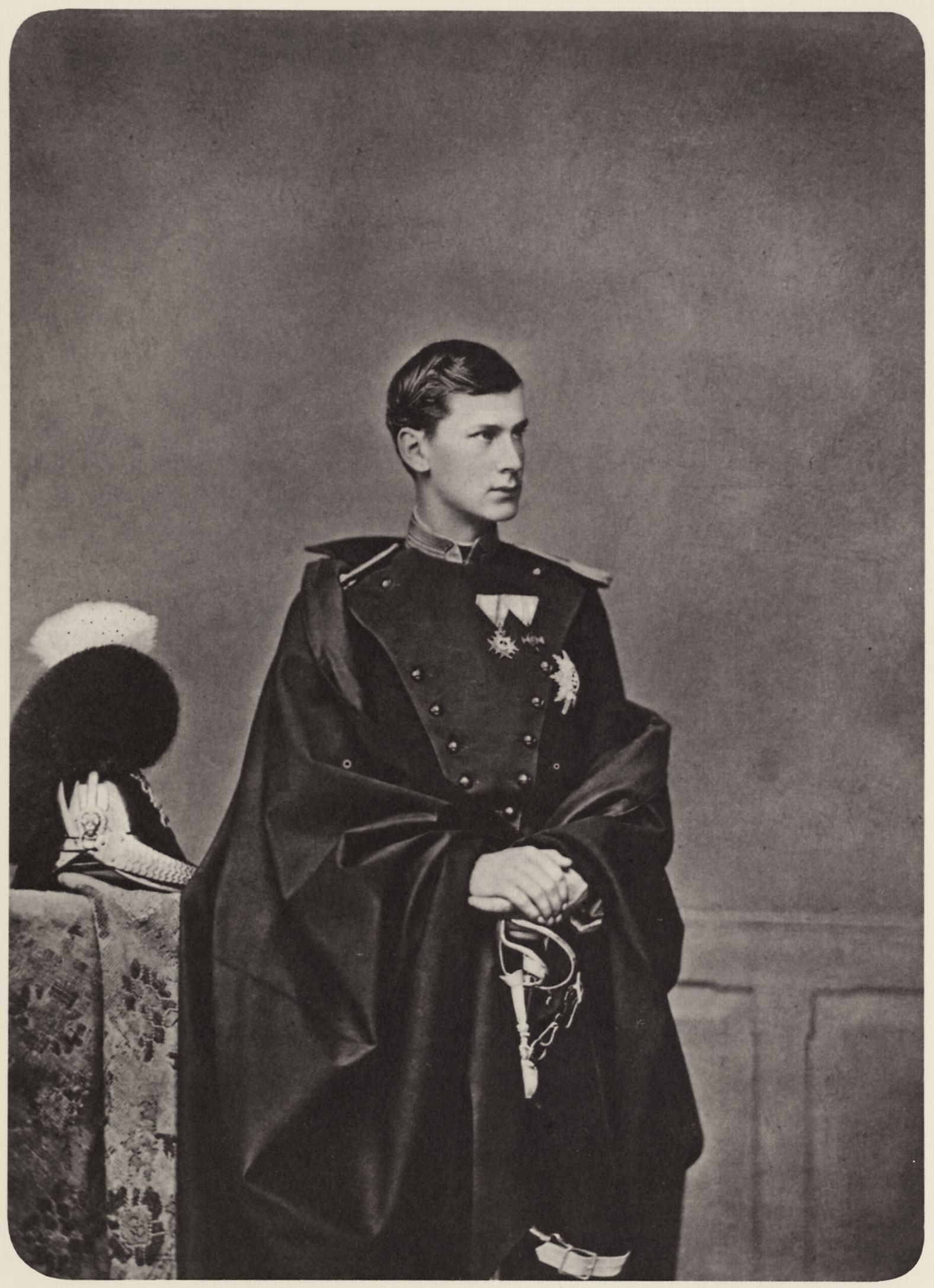
أوتو الأول في سن مبكرة

كان لأوتو أخ أكبر هو ولي العهد لودفيج. وقد أمضيا معظم طفولتهما مع الخدم والمعلمين في قلعة هوهينشفانغاو. وكان والداهما منشغلين بواجباتهما الرسمية معظم الوقت، ولم يوليا طفليهما الاهتمام الكافي.  اهتمت والدتهما بما يرتديه الأخوان: فقد أمرت لودفيج بارتداء ملابس زرقاء دائمًا وأوتو باللون الأحمر دائمًا. كان والدهم صارمًا مع الإخوة، وخاصة لودفيج، الوريث المرتقب للعرش
وقد أمضى الأخوان بين عامي 1853 و1863 إجازتهما الصيفية في الفيلا الملكية في بيرشتسغادن ، والتي تم بناؤها خصيصًا لوالدهم.  
خدم أوتو في الجيش البافاري منذ عام 1863. حيث تم تعيينه في البداية برتبة ملازم ثاني في 27 أبريل 1863، وتم قبوله في فيلق الطلاب العسكرين في 1 مارس 1864. وفي 26 مايو 1864، تمت ترقيته إلى رتبة ملازم أول.
وفي 10 مارس 1864، توفي الملك ماكسيميليان وتولى لودفيج، شقيق أوتو، منصب ملك بافاريا وحكم باسم "لودفيج الثاني ملك بافاريا". وفي الفترة بين 18 يونيو و15 يوليو 1864، استقبل الأخوان زيارات رسمية من أباطرة النمسا وروسيا.
وترقى أوتو إلى رتبة نقيب في 27 أبريل 1866 ودخل الخدمة العسكرية الفعلية في حرس المشاة البافاري الملكي. وشارك في الحرب النمساوية البروسية عام 1866، وشارك برتبة عقيد في الحرب الفرنسية البروسية 1870-1871.
وقد أصابته تجاربه في ساحات المعارك بصدمة نفسية وتسببت له في الإصابة بالاكتئاب والأرق.  وعندما أُعلن فيلهلم الأول إمبراطورًا لألمانيا في 18 يناير 1871 في قصر فرساي ، مثل الأمير أوتو وعمه لويتبولد الملك لودفيج الثاني ملك بافاريا، الذي رفض المشاركة.   ثم انتقد أوتو احتفال تنصيب الإمبراطور ووصفه بأنه متفاخر وبارد في رسالة إلى أخيه. وكان أوتو يحتقر أقاربه البروسيين الطموحين ويكره والدته البروسية بشدة، ولذلك شعر بالفزع من إنشاء الإمبراطورية الألمانية الجديدة. ولم يكن عداءه سرا للحكومة البروسية.
غالبًا ما كان يُرى أوتو ولودفيج معًا خلال السنوات الأولى من حكم لودفيج، لكنهما ابتعدا عن بعضهما بمرور الوقت. وكانت شخصياتهما مختلفتين، حيث كان لودفيج خجولًا ومنطويًا، وأصبح في النهاية منعزلاً. وكان أوتو مبتهجًا ومنفتحًا حتى اندلاع الحرب الفرنسية البروسية.
وفي عام 1868، حصل أوتو على وسام القديس جورج الملكي للدفاع عن الحبل بلا دنس، وهو وسام يمنح من عائلة فيتلسباخ. وفي عام 1869، انضم إلى جماعة القيامة بمبادرة من الكاردينال كارل أوغوست فون رايزاخ . 

## العجز العقلي
بعد الحرب الفرنسية البروسية ، أصيب أوتو بالاكتئاب والقلق الحاد، مما أثار قلق عائلته. وكانت تصيبه نوبات كان ينام بعدها بشكل سيئ لعدة أيام ويتصرف بشكل غير لائق، تليها فترات من الوقت يكون خلالها طبيعيًا وواضحًا تمامًا. وتفاقم مرضه تدريجياً.
وشعر لودفيج بالرعب لأنه كان يعتمد على أوتو الوريث المباشر للعرش، والذي يتحتم عليه أن يتزوج لينجب ابنا يرث العرش في النهاية. وتم وضع أوتو تحت الإشراف الطبي، وتم إرسال تقارير عن حالته إلى الإمبراطور من قبل جواسيس يعملون لصالح المستشار البروسي، أوتو فون بسمارك .
وأفاد الأطباء بشكل رسمي أن أوتو مريض عقليًا في يناير 1872. وبدءا من عام 1873، تم احتجازه في عزلة في الجناح الجنوبي لقصر نيمفنبورغ . وكان طبيبه المعالج هو الدكتور برنهارد فون غودن ، الذي قام فيما بعد بتشخيص حالة لودفيج الملك شقيق أوتو، على أنه مريض عقليًا أيضاً، دون أن يكلف نفسه عناء فحصه ودون أن يطرح عليه سؤالاً واحدًا، مما يثير تساؤلات حول كفاءته ودوافعه.
كان كل من لودفيج وأوتو يحتقران بروسيا، ودعم عمهما لويتبولد والطبيب غودن صعود بروسيا إلى الهيمنة على ألمانيا كلها. ويعتقد بعض المعاصرين أن تشخيصات غودن لأوتو ولودفيج كانت مدفوعة باعتبارات سياسية وأنه كان من الممكن علاجهما. ويعتقد بعض المعاصرين أيضًا أن بسمارك لم يكن يريد بقاء لودفيج أو أوتو في السلطة، وقرر استبدال الأخوين بعمهما المرن لويتبولد. 
وأثناء قداس جسد الرب عام 1875 في كاتدرائية السيدة العذراء بميونيخ، اندفع أوتو إلى الكنيسة مرتديًا ملابس الصيد وجثا على ركبتيه أمام رئيس الأساقفة غريغور فون شير ، ليطلب المغفرة عن خطاياه. وبعد مقاطعته القداس الكبير، لم يقاوم الأمير عندما اقتاده اثنان من خدام الكنيسة إلى الخارج. ونقل أوتو بعد ذلك إلى قصر شلايسهايم، واحتجز هناك، وهو ما أثاره استياءه كثيراً. ولم يبذل غودن أي جهد لعلاجه. ومن الممكن أن يكون أوتو قد تم تخديره بجرعة كبيرة من المخدر.
وكان آخر ظهور علني لأوتو هو تواجده إلى جانب شقيقه في الموكب الملكي في 22 أغسطس 1875، في مارسفيلد في ميونيخ.
ومن 1 يونيو 1876، مكث لبضعة أسابيع في قلعة لودفيغستال الواقعة في الغابة البافارية. وفي ربيع عام 1880، ساءت حالته. وفي عام 1883، تم احتجازه تحت الإشراف الطبي في قصر فورستنريد بالقرب من ميونيخ، حيث أقام هناك لبقية حياته. وتم تحويل القصر خصيصًا ليكون سجنا له. وكان لودفيج يزوره أحيانًا في الليل ويأمر بعدم استخدام العنف ضده.
وفي عام 1886، كتب كبير المسؤولين الطبيين الملكيين بيانًا أعلن فيه أن أوتو كان يعاني من مرض عقلي شديد.  ومن المحتمل أن يكون أوتو مصابًا بمرض الفصام.  وقد قيل أيضًا أن مرضه كان نتيجة إصابته بمرض الزهري ، وهو ما قد يفسر أيضًا الشلل الذي أصيب به في السنوات اللاحقة. 
وفي عام 1894، أظهر أوتو علامات التعافي من المرض، وسمح له بحضور مهرجان خلوي في بامبرج حيث حطم خمسة وستين زجاجة من "الشمبانيا عالية الجودة". 

## ملك بافاريا

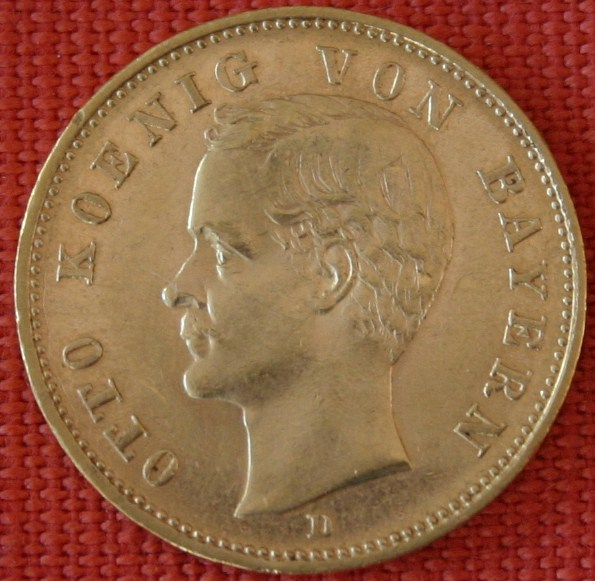
عملة معدنية فئة 20 مارك من عام 1905 عليها صورة لأوتو

عندما أطيح بالملك لودفيج الثاني من الحكم، على يد وزراؤه في 10 يونيو 1886، تولى عمه لويتبولد حكم مملكة بافاريا وقاد شؤون الدولة بدلاً من لودفيج بصفته وصيًا على العرش. وبعد ثلاثة أيام فقط توفي لودفيج الثاني في ظروف غير معروفة، وتم تنصيب شقيقه الأمير أوتو ملكًا لممكلة بافاريا في الثالث عشر من يونيو 1886 وفقًا لقانون خلافة عائلة فيتلسباخ.
ونظرًا لأن أوتو لم يكن قادرًا على قيادة الحكومة بسبب مرضه العقلي، فقد تولى الوصاية على العرش الأمير الوصي لويتبولد. ولم يفهم أوتو معنى إعلان اعتلائه العرش، وهو ما أبلغ به وهو في قصر فورستنريد في اليوم التالي بعد اعتلائه العرش. وكان يعتقد أن عمه لويتبولد هو الملك الشرعي. وبعد ذلك بوقت قصير، أدت قوات الجيش البافاري اليمين باسم الملك أوتو الأول وتم سك العملات المعدنية التي تحمل صورته. 

## نهاية حكمه وموته

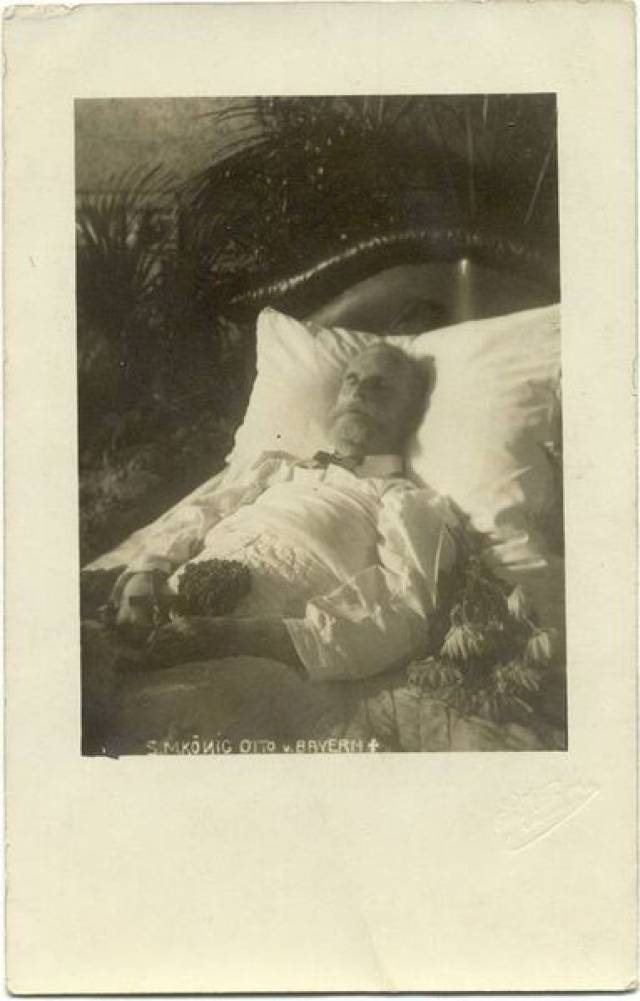
أوتو الأول على فراش الموت

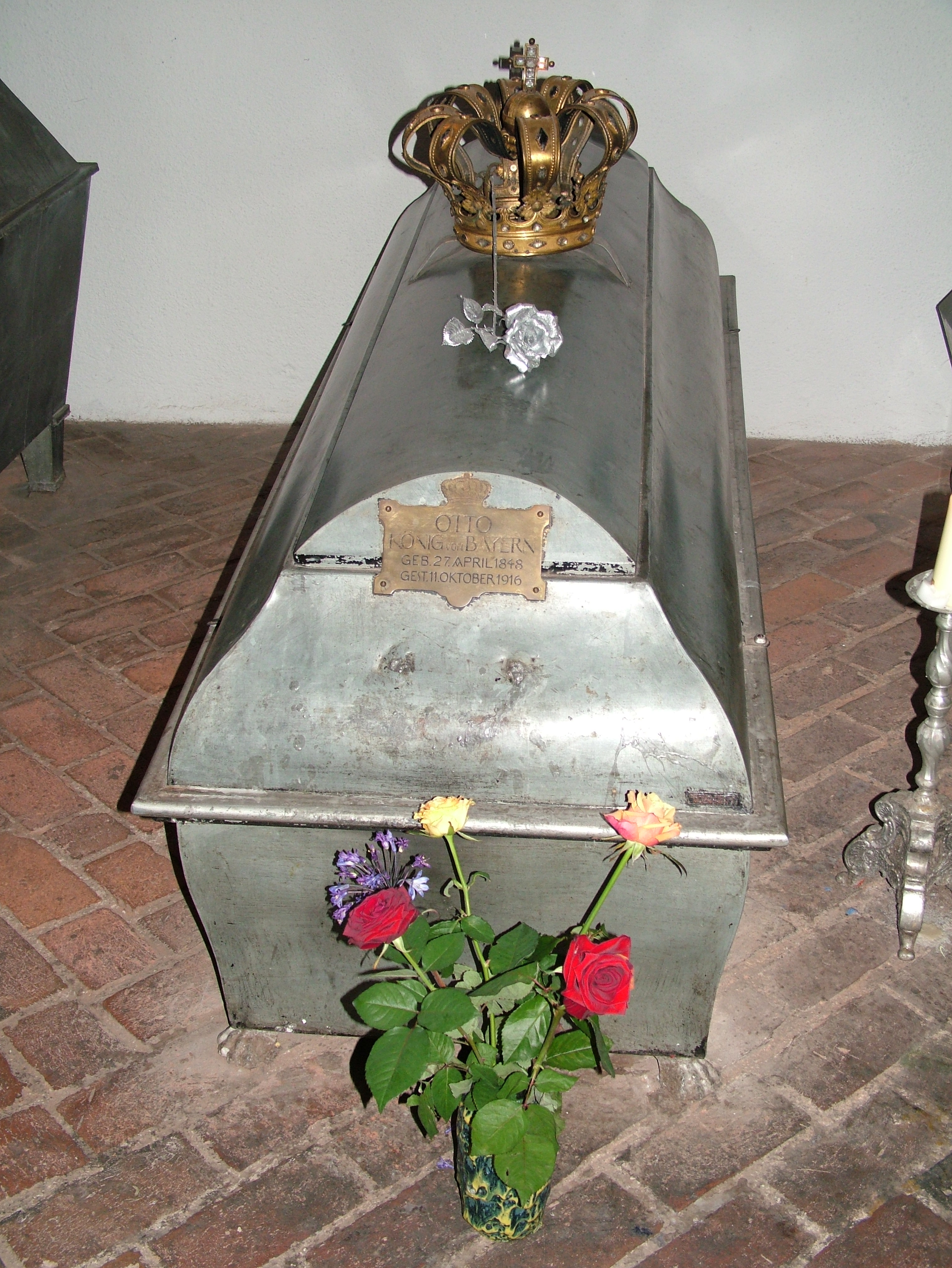
تابوت الملك أوتو الأول في كنيسة القديس ميخائيل في ميونيخ

احتفظ لويتبولد بدوره كأمير وصي حتى وفاته في عام 1912 وخلفه في الوصاية على العرش ابنه لودفيج، الذي كان ابن عم أوتو الأول. وبحلول ذلك الوقت، كان من الواضح أن أوتو لن يخرج أبدًا من عزلته المرضية، ولن يكون قادرًا عقليًا على الحكم بشكل فعلي. بمجرد أن أصبح لودفيج وصيًا على العرش، طالبت الصحف وجزء كبير من المجتمع البافاري، بأن يعتلي لودفيج العرش ويصبح ملكا لبافاريا.
وبناءً على ذلك، تم تعديل دستور بافاريا في 4 نوفمبر 1913 ليشمل بندًا ينص على أنه إذا استمرت الوصاية لأسباب العجز لمدة عشر سنوات، دون توقع أن الملك سيكون قادرًا على الحكم، فيمكن للوصي إنهاء الوصاية، وخلع الملك وتولي التاج بنفسه، وذلك بعد موافقة المجلس التشريعي للمملكة.
وهكذا في اليوم التالي، قام الأمير الوصي لودفيج بإنهاء الوصاية على العرش، وأطاح بابن عمه أوتو الأول من الحكم، وأعلن نفسه ملكا تحت اسم لودفيج الثالث.
وافق البرلمان في 6 نوفمبر، وأدى لودفيغ الثالث اليمين الدستورية في 8 نوفمبر. وسُمح للملك أوتو بالاحتفاظ بلقبه وأوسمته لمدى الحياة.
وتوفي أوتو بشكل غير متوقع في 11 أكتوبر 1916 بسبب انفتال في الأمعاء (انسداد في الأمعاء). ودفن رفاته في سرداب كنيسة ميخائيل في ميونيخ. ووفقًا للتقاليد الملكية البافارية، تم وضع قلب الملك في جرة فضية وأرسل إلى كنيسة غنادن في آلتوتينغ بجانب أخيه وأبيه وجده .